# Kostel Nanebevstoupení Páně (Mikulášovice)
Kostel Nanebevstoupení Páně (německy Himmelfahrts Filialkirche) v Mikulášovicích je římskokatolický filiální hřbitovní kostel, často také označovaný jako kaple. Jeho výstavba v roce 1872 souvisela se založením nového hřbitova, využívaného nepřetržitě od roku 1873. Novogotická sakrální stavba slouží především k poslednímu rozloučení se zemřelými a k příležitostnému konání mší svatých a není památkově chráněna.
Na počátku 80. let 20. století prošel interiér rozsáhlou úpravou, která nerespektovala původní vzhled stavby. Z této doby pochází mramorová podlaha, katafalk a také vnitřní uspořádání (propojení patra s přízemím). V letech 2015–2016 proběhla celková rekonstrukce kostela, která přiblížila vnější podobu stavby původnímu stavu. Do okenních otvorů se vrátily repliky původních dřevěných oken, zakončených trojlaločným a lomeným obloukem. Průčelí dominuje bohatě zdobený rizalit. Fasáda po rekonstrukci plastických prvků kombinuje žlutý a bílý nátěr. Nový zvon, vyrobený a požehnaný v červnu 2016, se jmenuje František. Nevyužívaný sklep sloužil původně jako márnice. Vedle kostela stojí téměř totožný dům sloužící jako obydlí pro správce hřbitova. Na kostel navazuje ve svahu umístěný hřbitov, rozšířený v roce 1914 o novou část, která prošla roku 2013 parkovou úpravou.

## Historie
Protože původní hřbitov u kostela svatého Mikuláše již delší dobu nevyhovoval jak kapacitně, tak hygienicky, rozhodla obec o založení nového místa posledního odpočinku dále od zástavby. Pozemky pro nový hřbitov odkoupila roku 1869 za částku 14 200 zlatých. Ty původně sloužily jako pole a patřily k domu čp. 573 (pozdější Německý, resp. Slovanský dům). U vstupu do hřbitova vyrostl roku 1872 hřbitovní kostel s obytným prvním patrem a dům pro správce hřbitova. První smuteční obřad se konal dne 16. února 1873. V roce 1930 se kostel dočkal rozsáhlé rekonstrukce. Nově byla pokryta střecha a úpravou prošel také interiér. O celé akci se ve věži dochoval záznam. Kromě jmen zúčastněných osob je v něm uvedeno, že zvon v kostele nesměl vyzvánět při pohřbech evangelíků.

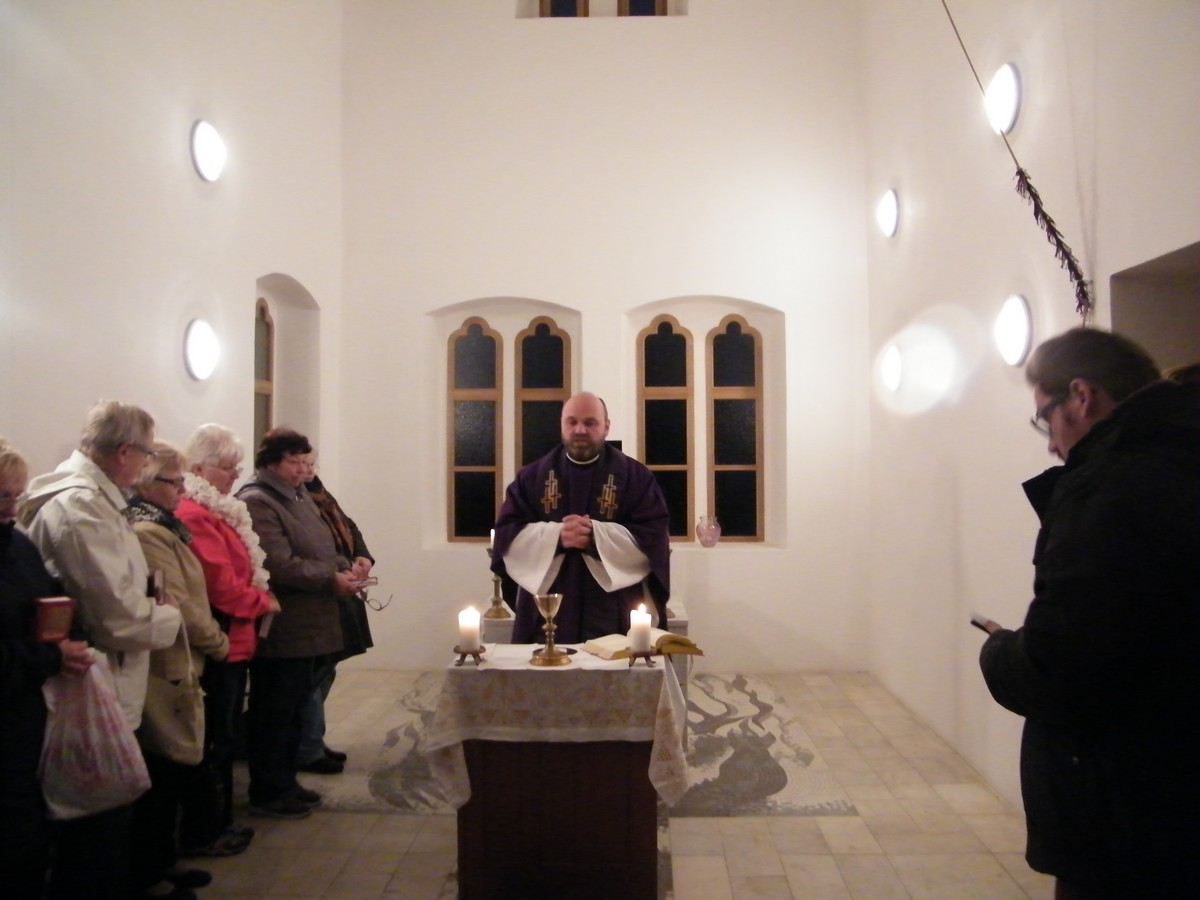
Mše svatá na Památku zesnulých v roce 2016

Kvůli svému určení byla stavba využívána i po druhé světové válce a nepostihl ji tak osud ostatních sakrálních staveb ve městě. Počátkem 80. let 20. století prošla stavba rekonstrukcí, která narušila architektonickou hodnotu stavby. Z této doby pochází mramorová podlaha, katafalk a také vnitřní uspořádání (propojení patra s přízemím). V průběhu prvních dvou dekád 21. století prošel kostel v několika etapách opravami. V roce 2004 se stavba poprvé v poválečném období dočkala opravy fasády. V letech 2015–2016 proběhla celková rekonstrukce kostela. Jedním z jejích hlavních cílů bylo co největší přiblížení původnímu vzhledu stavby. Do okenních otvorů se vrátily repliky původních dřevěných oken, zakončených trojlaločným a lomeným obloukem. Průčelí dominuje bohatě zdobený rizalit. Fasáda po rekonstrukci plastických prvků kombinuje žlutý a bílý nátěr. Opravenému kostelu požehnal dne 6. září 2016 za přítomnosti zástupců města, hostů a široké veřejnosti místní administrátor P. Jacek Kotisz.
V oficiálních katalozích litoměřické diecéze byla budova vedena jako kostel až do roku 1934, od následujícího roku byla uváděna jako kaple. Zvláště v období normalizace se začalo používat označení smuteční síň. V polovině 90. let 20. století vypracovala litoměřická diecéze nový katalog svých sakrálních objektů, v němž je stavba opět vedena jako kostel.

## Popis stavby

### Exteriér
Kostel spolu s domem správce jsou vybudovány v novogotickém slohu. Stojí na půdorysu širokého písmene „L“ a jsou, až na věž, téměř totožné, jen zrcadlově obrácené. Stavba má ze hřbitovní strany dva vchody zakončené lomeným obloukem. Dveře jsou dřevěné, prosklené, a nahradily své kovové předchůdce, osazené při rekonstrukci provedené během normalizace. Okna, sdružená po dvou, zakončuje v přízemí vždy trojlaločný oblouk, v patře pak oblouk lomený. Namísto kovových oken z osmdesátých let 20. století jsou od léta 2016 osazené repliky původních dřevěných oken. Fasáda kombinuje bílou a žlutou barvu, v letech 2004–2016 ovšem byla růžová. Středový rizalit a fasádu zdobí štukové šambrány, reliéfy (čtyřlisty a čtyřlaloky), obloučkové vlysy, římsy a nárožní fiály obdélníkového průřezu. Sedlovou střechu kryje břidlice. Ze středu kostelní lodi vybíhá mohutný osmiboký sanktusník.

### Interiér

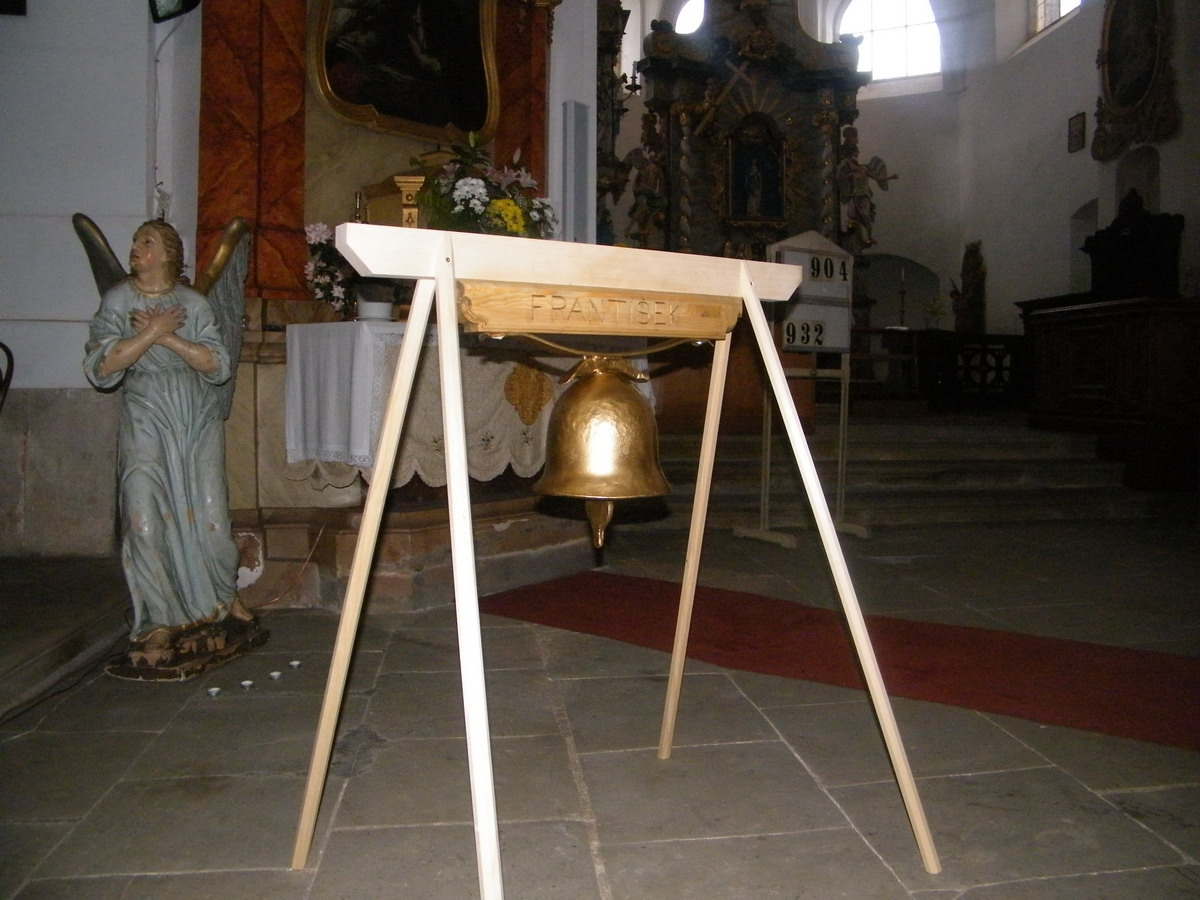
Zvon František po slavnostním žehnání v kostele svatého Mikuláše

Vnitřní podoba kostela prošla ve své historii několika úpravami. Původně kryly podlahu žulové dlaždice, na nich stály dřevěné lavice a u jižní stěny kostela oltář. Obytné patro sloužilo jako ložnice patřící k bytu správce. Lavice a oltář byly odstraněny pravděpodobně ještě před druhou světovou válkou. Úpravy na počátku 80. let 20. století zcela změnily vnitřní dispozici. Patro se spojilo s přízemím a podlahu zakryly mramorové dlaždice. Katafalk pochází z této doby a je rovněž mramorový. Na jižní stěně je umístěná konzole se sochou Ježíše Krista od Tomáše Bodora. V letech 1982–2015 zdobily stěny kostelní lodi obrazy od akademického malíře Miloslava Procházky (1927–2004) ze Šluknova. Z vedlejší místnosti, původně sloužící jako sakristie, vedou schody na ochoz v patře a také do sklepa, který plnil funkci márnice.

### Zvony
Informace o původním zvonu se nedochovaly. Pokud padl za oběť první světové válce, nahradil jej brzy po jejím skončení nový. Podle záznamů nalezených ve věži se totiž v meziválečném období vyzvánělo, ale pouze při pohřbech katolíků. Během druhé světové války byl zvon pravděpodobně zrekvírován, v celém poválečném období se tak při pohřbech nevyzvánělo. Nový zvon, pojmenovaný František, vyrobili a městu darovali členové místního spolku Mopedostorpedos. Na slavnostní mši dne 11. června 2016, konané u příležitosti 100. výročí povýšení Mikulášovic na město, jej požehnal Karel Havelka, děkan litoměřické katedrální kapituly a bývalý generální vikář litoměřické diecéze. Do věže byl zvon osazen během žehnání rekonstruovaného kostela dne 6. září 2016.

## Hřbitov

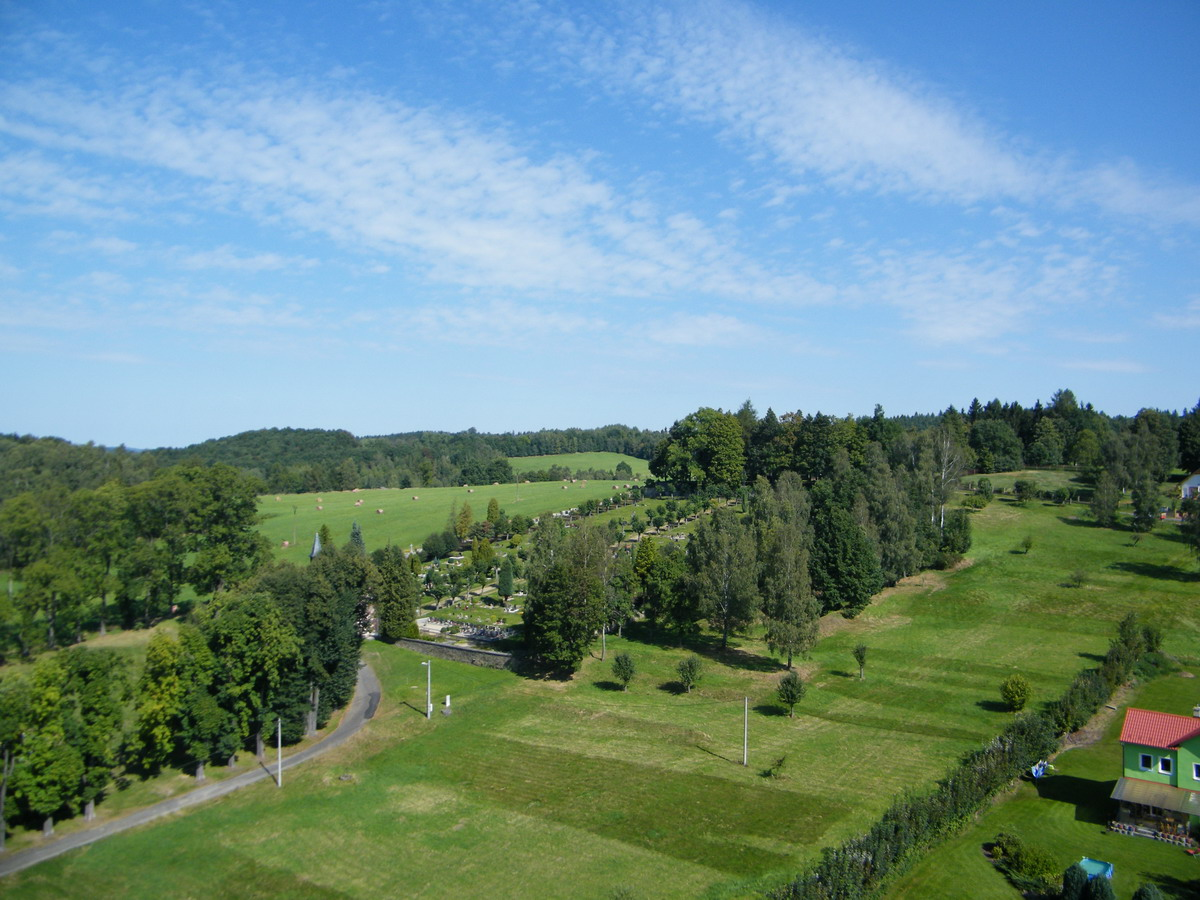
Pohled na hřbitov z hlavní věže kostela svatého Mikuláše

Na bývalém poli vybudovala obec nový hřbitov v letech 1869–1873. Stavbu vedli zedničtí mistři Hesse ze Sebnitz a Müller z Lobendavy. Celkové náklady na stavbu dosáhly částky 25 000 zlatých. O Velikonocích roku 1879 byl na konci aleje požehnán masivní syenitový kříž vysoký 7,5 metru. Na zadní straně kříže je psáno: „Errichtet von der Gemeinde zu Nixdorf durch den Osterreiter- verein am Charfreitage den 11. April 1879“ (česky „Postaveno obcí Mikulášovice skrze Spolek velikonočních jezdců na Velký pátek 11. dubna 1879“). Přestože měl nově založený obecní hřbitov větší kapacitu než původní hřbitov kostelní, přestal po čtyřech desítkách let stačit. Roku 1914 proto zřídila obec novou část, umístěnou ve svahu nad obecním hřbitovem. Obě části jsou rozlišovány jako starý či dolní a nový či horní hřbitov. V roce 1928 vybudovalo město mezi oběma hřbitovy památník obětem první světové války se jmény čtyř vojáků, pocházejících z Mikulášovic, Moravy, Haliče a Maďarska, kteří zemřeli v letech 1915–1916 v místní nemocnici. Po druhé světové válce se využíval k pohřbívání pouze dolní hřbitov. Horní na konci 20. století zpustl a stal se opakovaně terčem vykradačů hrobů a dalších zlodějů. Město provedlo v roce 2013 jeho pietní parkovou úpravu.
Na městském hřbitově je pochována řada lokálně významných osobností. Z řad místních továrníků se dochovaly hroby rodin Pilzových, Dittrichových, Röslerových či Grohmannových. Na dolním hřbitově při levé zdi odpočívají v rodinných hrobkách např. Franz Kindermann (1842–1921), lékař a poslanec Českého zemského sněmu a Říšské rady, či Adolf Krause (1887–1939), lékárník a zakladatel místní hvězdárny. V pravé části leží hrob neznámého vojína, který padl při osvobozování města roku 1945.

## Dům správce
Vedle kostela stojí téměř totožný dům sloužící jako obydlí pro správce hřbitova. Budova čp. 823 je často nazývána kaplí, přestože od začátku sloužila jako obydlí pro správce hřbitova a jeho rodinu. Po většinu poválečného období stála budova prázdná, případně sloužila jako sklad, a tak se dochovalo velmi mnoho původních prvků. V přízemí jsou dvě obytné místnosti a suchý záchod, voda do domu zavedena není. V patře jsou další dvě obytné místnosti. Před rekonstrukcí z 80. let 20. století silně poškozenou střechou do objektu zatékalo, což je stále patrné. Město plánuje celkovou rekonstrukci domu správce.

## Okolí kostela
Na dohled stojí jihozápadně od kostela Fürleova kaple, novogoticky přestavěná v druhé polovině 19. století. Jihovýchodním směrem stojí farní kostel svatého Mikuláše a původní historické jádro města. Z památkově chráněného domu čp. 5 (hotel Ron) vede až ke hřbitovu chodba, vykopaná pravděpodobně jako studna.

## Galerie

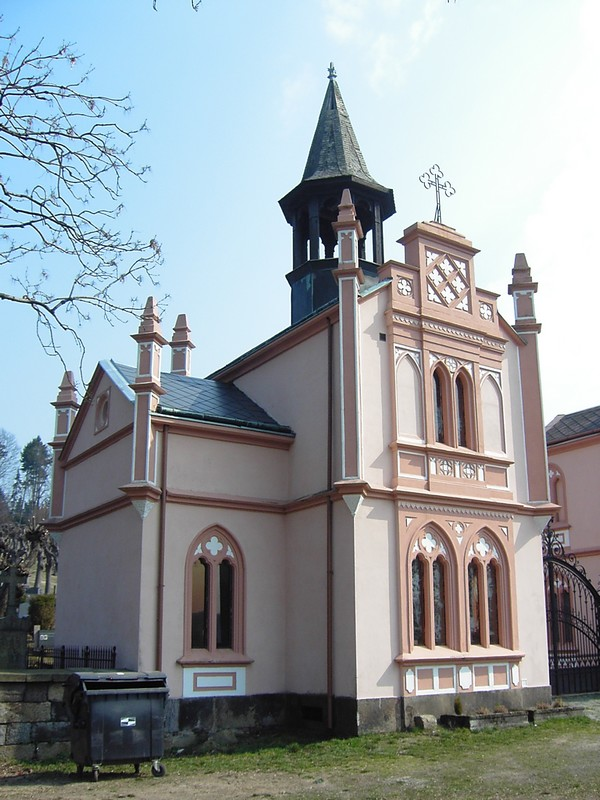
Průčelí kostela (2007)
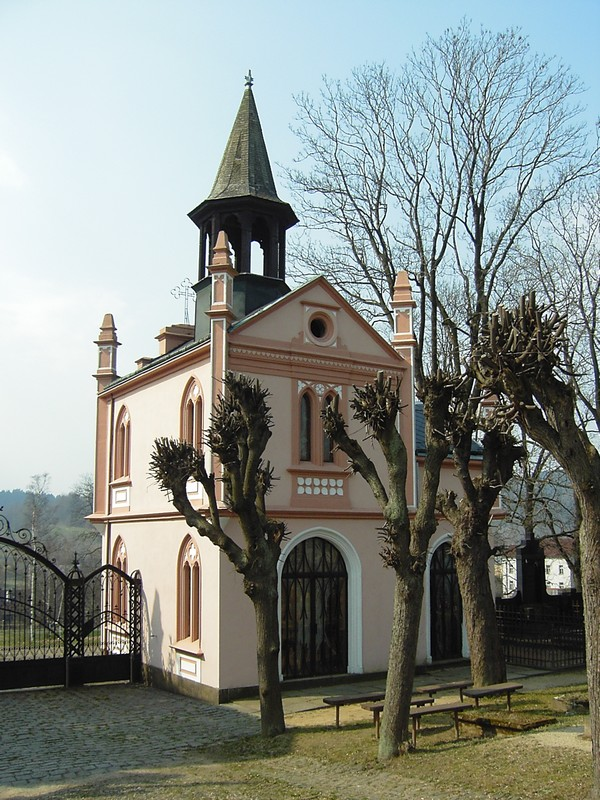
Pohled ze hřbitova (2007)
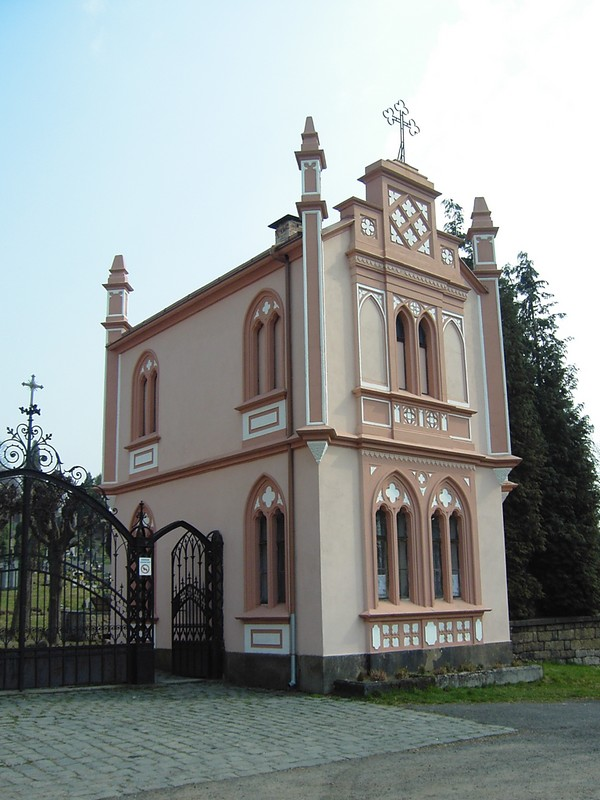
Dům správce (2007)
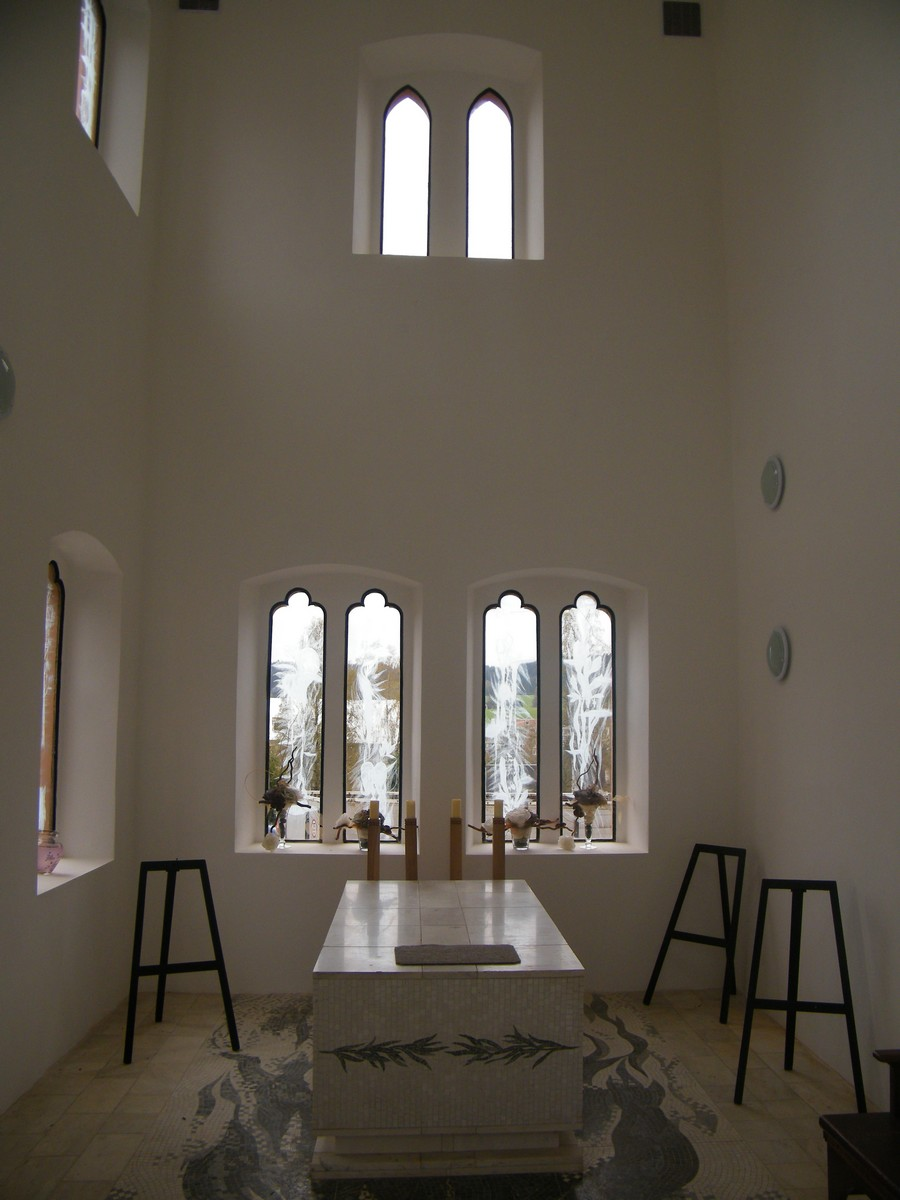
Interiér kostela (2016)
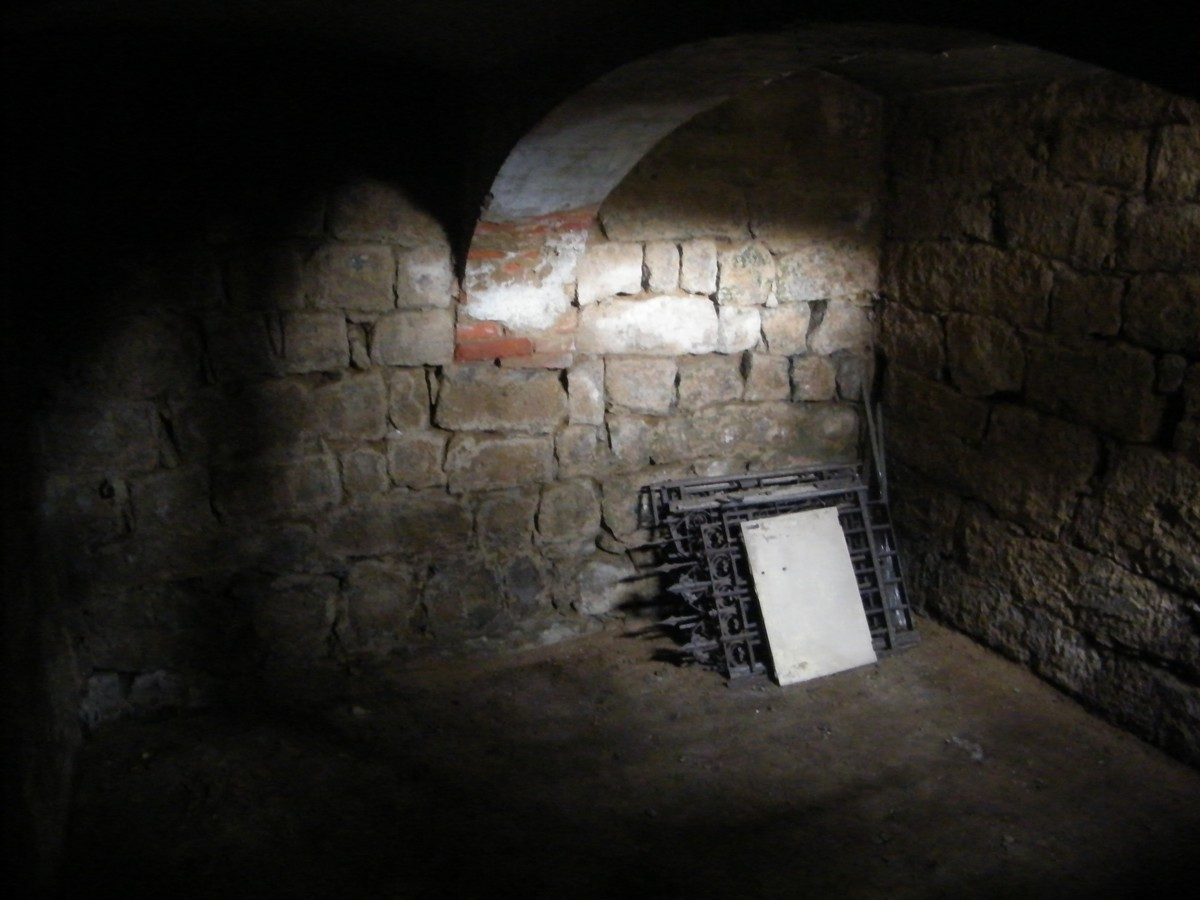
Bývalá márnice (2016)
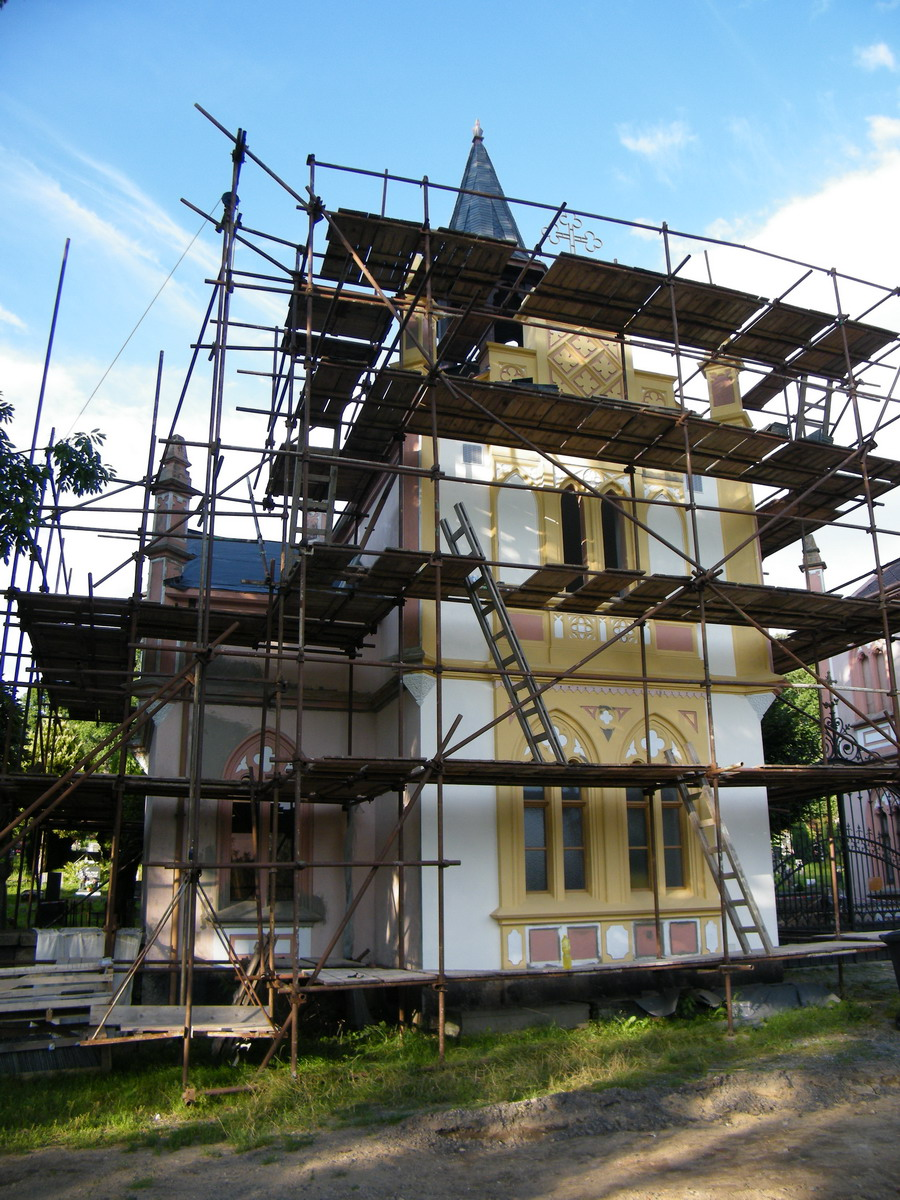
Kostel během rekonstrukce (2016)
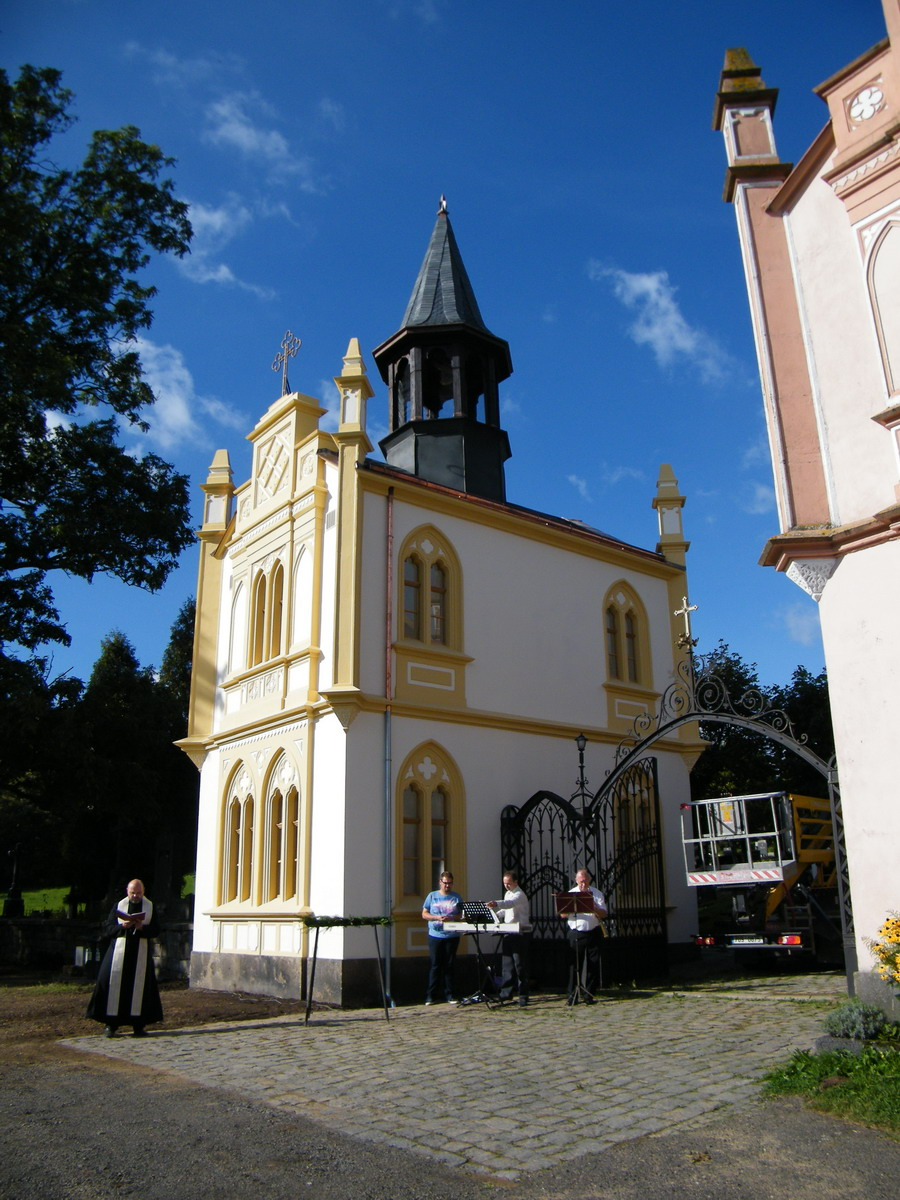
Žehnání kostela dne 6. září 2016
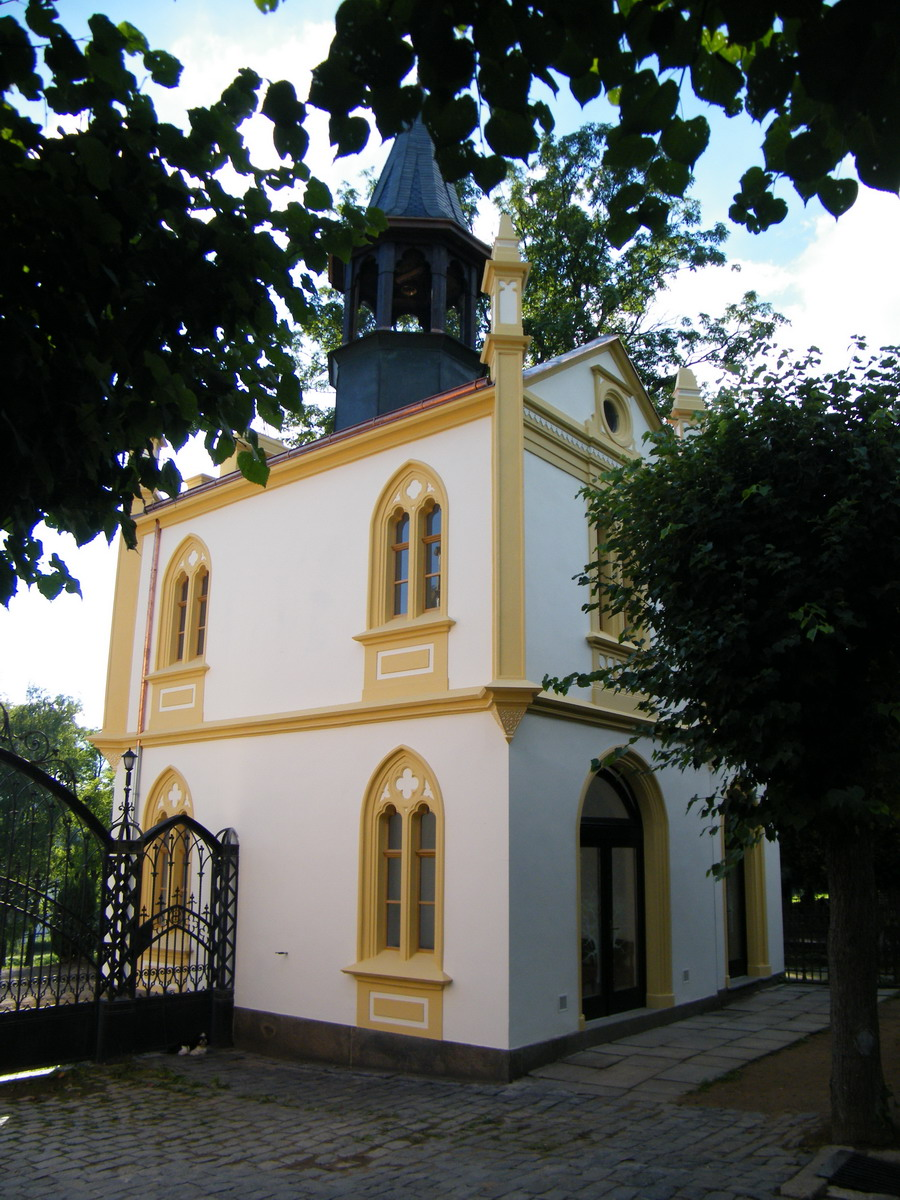
Pohled ze hřbitova (2016)
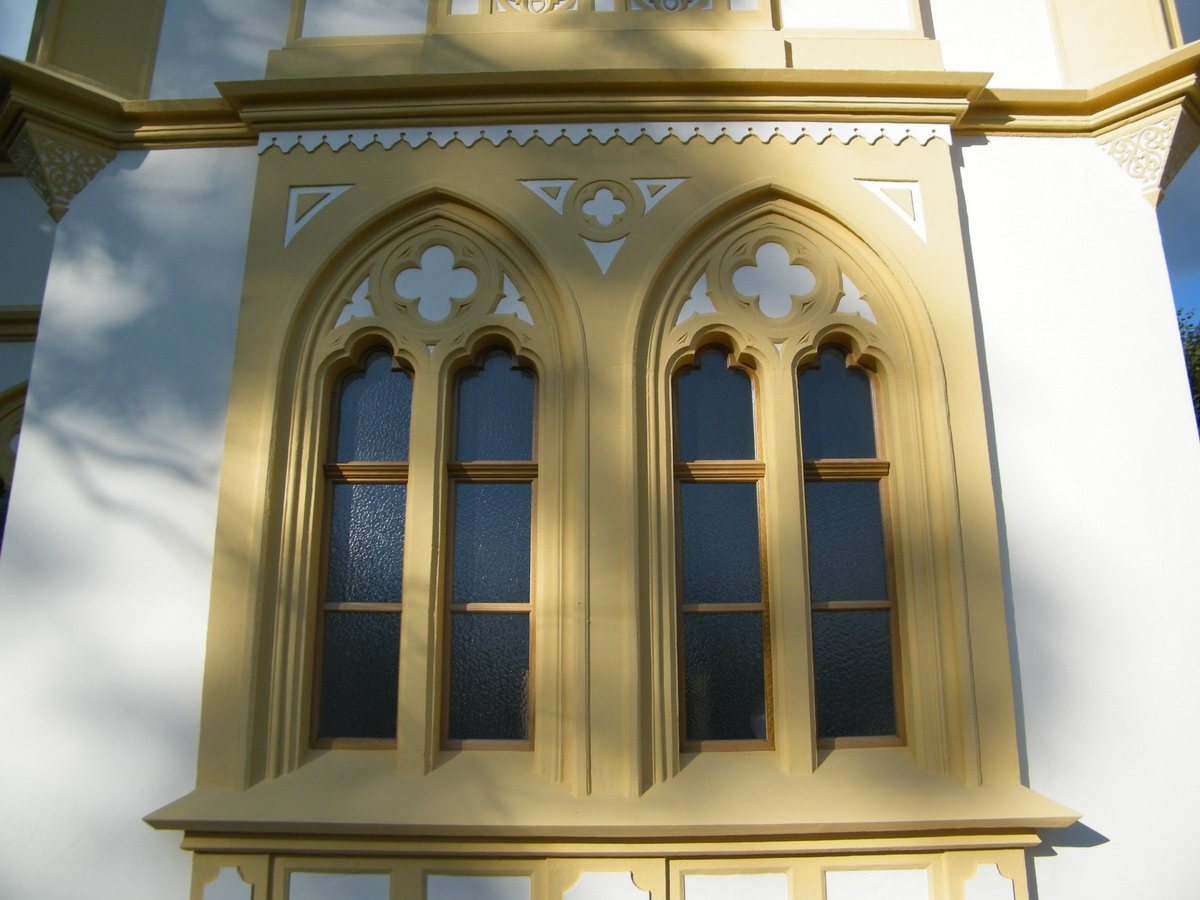
Detail oken (2016)
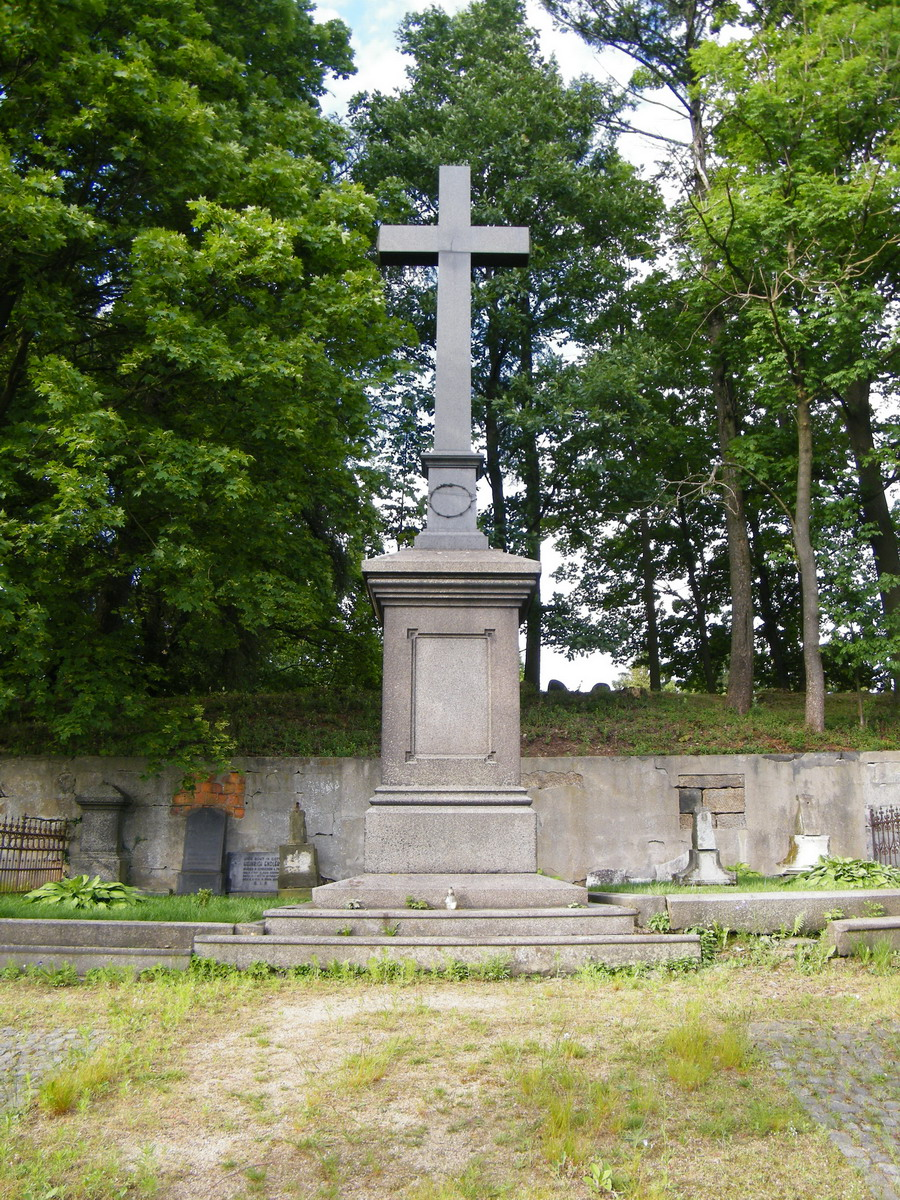
Centrální kříž (2016)